# Judo tại Đại hội Thể thao Đông Nam Á 1991
Judo tại Đại hội Thể thao Đông Nam Á năm 1991 diễn ra từ 26 đến 30 tháng 11 năm 1991 tại Rizal Memorial Sports Complex, Manila, Philippines. Kì đại này số nội dung Judo giảm xuống còn 12 hạng cân trong đó 7 của nam và 5 của nữ. Indonesia tiếp tục thống trị bảng huy chương với 8 huy chương vàng, trong khi chủ nhà Philippines chỉ có một tấm huy chương vàng duy nhất của nam VĐV John Baylon.

## Bảng huy chương
| Hạng               | Đoàn               | Vàng | Bạc | Đồng | Tổng số |
| ------------------ | ------------------ | ---- | --- | ---- | ------- |
| 1                  | Indonesia (INA)    | 8    | 4   | 0    | 12      |
| 2                  | Thái Lan (THA)     | 3    | 0   | 6    | 9       |
| 3                  | Philippines (PHI)  | 1    | 3   | 4    | 8       |
| 4                  | Myanmar (MYA)      | 0    | 4   | 2    | 6       |
| 5                  | Singapore (SIN)    | 0    | 1   | 1    | 2       |
| Tổng số (5 đơn vị) | Tổng số (5 đơn vị) | 12   | 12  | 13   | 37      |

## Tóm tắt kết quả

### Nam
| Hạng cân           | Vàng                   | Bạc                   | Đồng                    |
| ------------------ | ---------------------- | --------------------- | ----------------------- |
| Half light-weight  | Khajornsuk Komargama   | Thein Uin             | Danilo Crosby           |
| Light-weight       | Yudhi Sulistianto      | Rexberto Ramirez      | Kyaw Nyunt              |
| Half middle-weight | John Baylon            | Henry Prasetyo        | Bancha Thanamkhet       |
| Middle-weight      | Quentung Putro Setiano | Than Maung            | Pallop Jamsawang        |
| Half heavy-weight  | Hengky Pie             | Mark Oliver de Castro | Pitak Kampitak          |
| Heavy-weight       | Perrence Pantouw       | Ho Yen Chye           | Narin Suppawet          |
| Open               | Ceto Cosadek           | Hengky Pie            | Ho Yen Chye John Baylon |

### Nữ
| Hạng cân          | Vàng              | Bạc                | Đồng               |
| ----------------- | ----------------- | ------------------ | ------------------ |
| Half light-weight | Sugiati           | Kyi Kyi Wai        | Loreta Mendoza     |
| Light-weight      | Prateep Pinthong  | Erna Yantianingsih | Hla Hla Myint      |
| Middle-weight     | Helena Papilaya   | Julie Manalo       | Waksana Sokniran   |
| Half heavy-weight | Pujawati Utama    | Tin Tin Maw        | Soonluck Kerdnanee |
| Heavy-weight      | Supatra Yompakdee | Linia Tri Astuti   | Hiyas Gapit        |